# Naogaon
Naogaon (bengali: নওগাঁ) är en stad i nordvästra Bangladesh och ligger i provinsen Rajshahi. Staden hade 150 549 invånare vid folkräkningen 2011, på en yta av 37,08 km². Stadens namn anses komma från orden nao (nio) och gaon (by), syftande på en hörsägen att staden från början växte fram ur nio näraliggande byar i området. Naogaon blev en egen kommun 1963.